# Fins fotografiemuseum
Het Fins Fotografiemuseum (Fins: Suomen valokuvataiteen museo, Zweeds: Finlands fotografiska museum) is een museum in de Finse hoofdstad Helsinki. Het museum werd in 1969 gesticht en is het oudste fotografiemuseum van Europa. Sinds 1992 is het gehuisvest op zijn huidige locatie, de Kabelfabriek (Kaapelitehdas), waar nog twee andere musea gevestigd zijn.
Het museum bezit meer dan 2 miljoen foto's. Het museum verzamelt veel internationale foto's, hoewel de nadruk ligt op de Finse fotografiegeschiedenis. Door een schenking van 2004 kwam het gehele fotoarchief van de Finse fotograaf Kalle Kultala in hun bezit. In hetzelfde jaar verwierf het museum ook het fotoarchief van de voormalige krant Uusi Suomi, sindsdien het grootste Finse persarchief in publiek bezit.